# Ernst Jungen

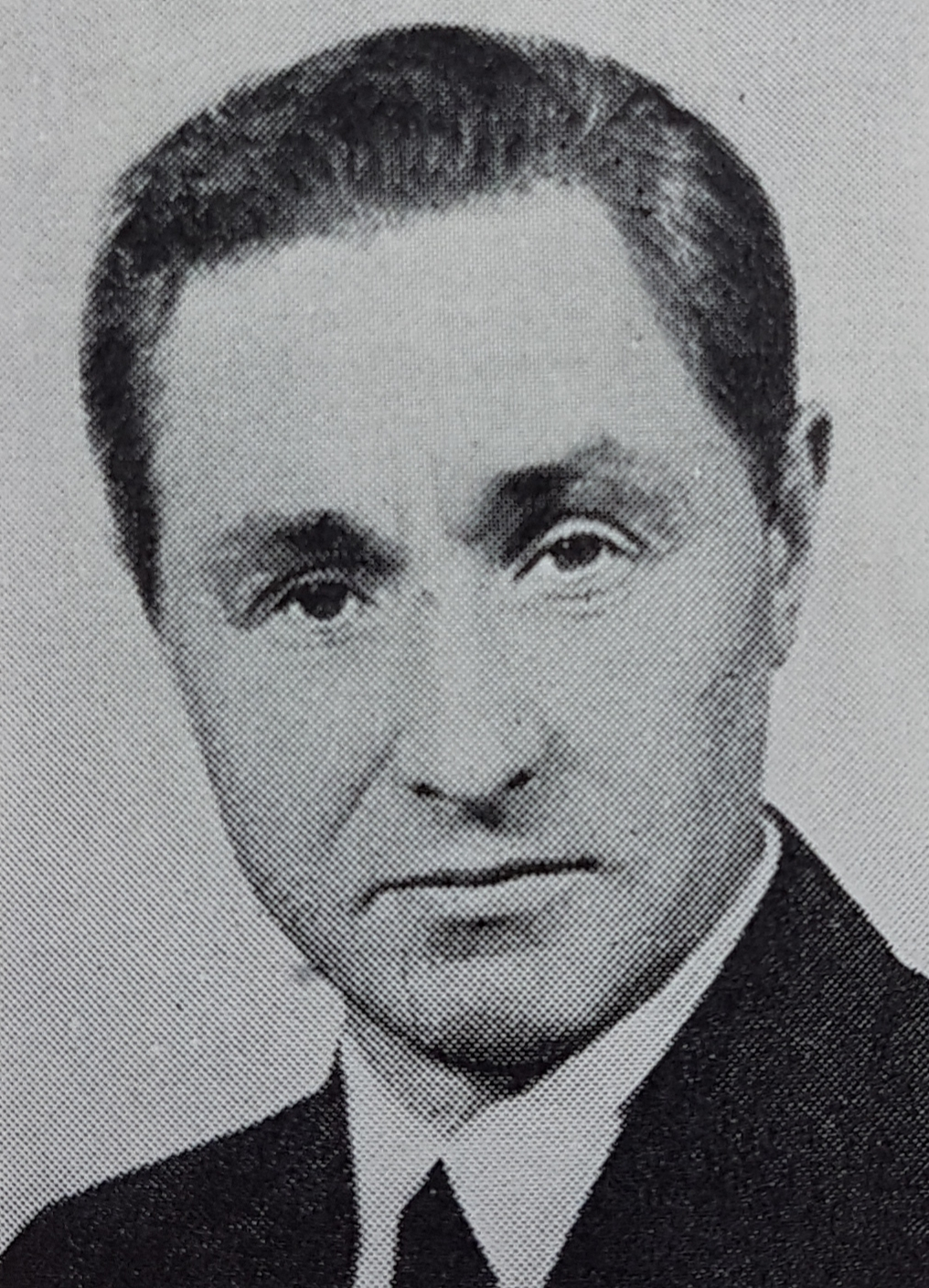
Ernst Jungen

Ernst Birger Jungen, född 6 september 1890 i Skrea i Hallands län, död 12 oktober 1981 i Örgryte församling, var en svensk pedagog och socialdemokratisk kommunalpolitiker.
Efter utbildning och praktik inom snickeriyrket 1905–1914 (på olika platser i Sverige, en kort period i Norge och i Tyskland 1911–1912), genomförde han studier vid Folkskoleseminariet i Göteborg 1914–1918, avlade folkskollärareexamen där 1918. Han studerade språk, nationalekonomi och statskunskap vid Göteborgs högskola, gjorde studieresor och resor till kongresser och för officiella uppdrag till flera europeiska länder samt Amerika och Asien, bland annat som delegat vid Delawarejubileet 1938. Jungen var extra ordinarie folkskollärare i Örebro 1918–1920 och i Göteborg 1920–1921, ordinarie folkskollärare i Göteborg 1921–1955, varav som överlärare i Nordhemsdistriktet 1933–1955.
Ernst Jungen blev ledamot av Göteborgs stadsfullmäktige 1931 och var dess ordförande 22 november 1934–1962. Han var även ordförande i Robert Dicksons stiftelse 1933–1938 och i styrelsen för Göteborgs folkbiblioteks biblioteksnämnd 1926–1938. 1986 fick Ernst Jungen en plats i stadsdelen Haga i Göteborg uppkallad efter sig, vid Landsvägsgatans utmynning i Linnégatan.
Ernst Jungen blev filosofie hedersdoktor vid Göteborgs universitet 1962.

## Övriga uppdrag i urval
Jungen var av Kungl. Maj:t förordnad som vice ordförande i styrelsen för Vanföreanstalten i Göteborg 1937–1940, ordförande i Mödrahjälpsnämnden i Göteborg 1938–1942, samt ordförande i Göteborgs hamnstyrelse 1944–1961. Han var ledamot i följande statliga utredningskommittéer: 1945 års fondbildningssakkunniga; 1946 och 1956 års stuveriutredning; av 1956 års kommunalskatterevision; av Kungl. Skolöverstyrelsen utsedd till inspektor för Manliga folkskoleseminariet i Göteborg från 1954. Jungen var ledamot av styrelsen för Göteborgs arbetareinstitut 1924–1935, av styrelsen för Göteborgs stadsbibliotek 1926–1960, varav som vice ordförande 1931–1960.

## Familj

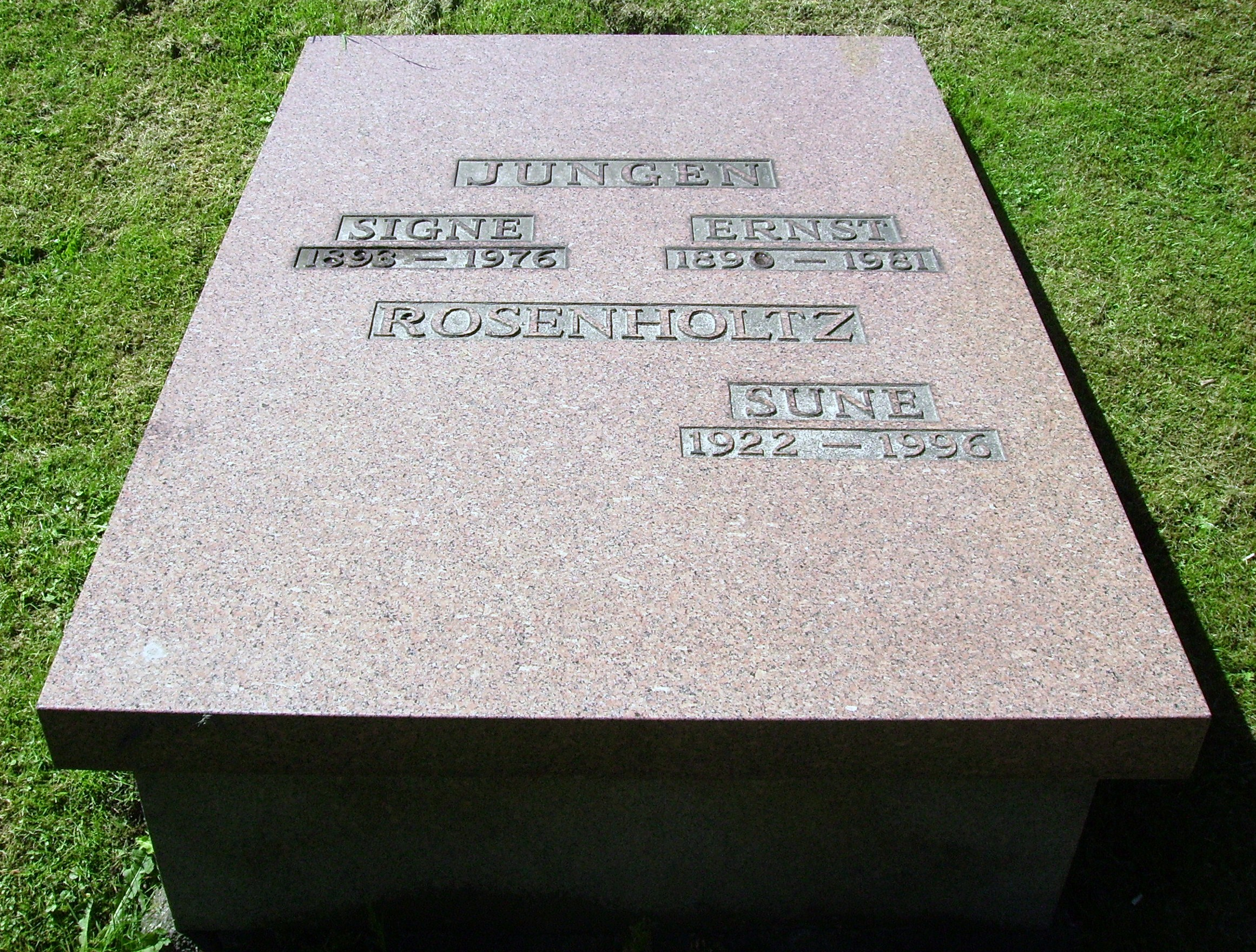
Ernst Jungens gravvård på Örgryte nya kyrkogård.

Ernst Jungen var son till transportarbetaren och småbrukaren Bengt Peter Andersson och Albertina, född Johansson. Han gifte sig 23 december 1919 med Signe Charlotta Stenberg (1893–1976), dotter till järnvägsman Anders Stenberg och Sofia, född Sjöberg.
Han är begravd på Örgryte nya kyrkogård.